# Rádio Popular-Paredes-Boavista
Rádio Popular-Paredes-Boavista is een Portugese ploeg, die uitkomt in de continentale circuits van de UCI.

## Geschiedenis
Boavista is sponsor sinds de oprichting van de ploeg in 1986. Sindsdien heeft de ploeg vele co-sponsors gehad. Na 2006 stopte Carvalhelhos, waarmee Boavista sinds 2001 samenwerkte, met de sponsoring en besloot de ploeg te fuseren met Riberalves, een andere Portugese ploeg. In 2013 werd de naam veranderd naar Rádio Popular-Onda, wat in 2014 Rádio Popular werd. Tussen 2015 en 2021 heette de ploeg Rádio Popular-Boavista, in 2022 werd daar Rádio Popular-Paredes-Boavista van gemaakt.

## Bekende renners
- Joaquim Gomes (1992-1994)
- Pedro Soeiro (1999-2006)
- Gustavo César Veloso (2001-2003)
- Simon Gerrans (2003)
- Joeri Soerkov (2003)
- Ezequiel Mosquera (2004)
- Tiago Machado (2005-2009)
- Ben Day (2006)
- Manuel Cardoso (2006-2007)

## Seizoen 2025
In 2025 rijden er elf renners bij de ploeg waarvan acht Portugezen. De bekendste is César Fonte die een etappe won in de Ronde van Portugal en de Ronde van Cova da Beira.

### Renners
| Naam             | Geboortedatum    | Nationaliteit | Ploeg 2024                     |
| ---------------- | ---------------- | ------------- | ------------------------------ |
| Alberto Alvarez  | 23 november 2001 | Portugal      | Extremadura-Pebetero           |
| Gonçalo Amado    | 9 februari 1994  | Portugal      | Tavfer-Ovos Matinados-Mortágua |
| Daniel Dias      | 19 juli 2001     | Portugal      |                                |
| Rafael Durães    | 12 maart 2006    | Portugal      | Paredes-Fortunna               |
| César Fonte      | 10 december 1986 | Portugal      |                                |
| Hélder Gonçalves | 16 juni 2000     | Portugal      |                                |
| Tiago Leal       | 22 oktober 1999  | Portugal      |                                |
| Afonso Lopes     | 31 maart 2004    | Portugal      | Porminho Team sub23            |
| Lucas Lopes      | 10 april 2003    | Portugal      | Supermercados Froiz            |
| João Martins     | 27 maart 2004    | Portugal      |                                |
| Raúl Rota        | 18 november 1999 | Spanje        |                                |